# Christos Mylordos
Christos Mylordos (griego, Χρίστος Μυλόρδος; Nicosia, 30 de abril de 1991) es un cantante chipriota.

## Eurovisión 2011
El 10 de septiembre de 2010, ganó el concurso de televisión Performance, permitiéndole participar como representante de Chipre en Eurovisión 2011.
El 20 de enero de 2011, se conoció el título de la canción que llevaría a Düsseldorf: "San Aggelos S'agapisa" (Greek: "Σαν άγγελος σ'αγάπησα"). Obtuvo el último lugar (19º) en la segunda semifinal celebrada el 12 de mayo de 2011, no pudiendo clasificarse para la final. 